# Fußball-Weltmeisterschaft 1950/Mexiko
Dieser Artikel behandelt die mexikanische Fußballnationalmannschaft bei der Fußball-Weltmeisterschaft 1950.

## Qualifikation
| Mexiko | - | Vereinigte Staaten | 6:0 |
| Mexiko | - | Kuba               | 2:0 |
| Mexiko | - | Vereinigte Staaten | 6:2 |
| Mexiko | - | Kuba               | 3:0 |

## Mexikanisches Aufgebot
| Nummer / Name | Nummer / Name       | Damaliger Verein      | Geburtstag | Länderspiele |
| Torhüter      | Torhüter            | Torhüter              | Torhüter   | Torhüter     |
| ------------- | ------------------- | --------------------- | ---------- | ------------ |
|               | Antonio Carbajal    | Club León             | 07.06.1929 |              |
|               | Raúl Córdoba        | San Sebastián de León | 13.03.1927 |              |
| Abwehr        |                     |                       |            |              |
|               | Gregorio Gómez      | Deportivo Guadalajara | 26.06.1924 |              |
|               | Manuel Gutiérrez    | Club América          | 08.04.1920 |              |
|               | Alfonso Montemayor  | Club León             | 28.04.1922 |              |
|               | José Antonio Roca   | Club Necaxa           | 24.05.1928 |              |
|               | Rodrigo Ruiz Zárate | Deportivo Guadalajara | 14.04.1923 |              |
|               | Felipe Zetter       | CF Atlas              | 03.07.1923 |              |
| Mittelfeld    |                     |                       |            |              |
|               | Samuel Cuburu       | Puebla FC             | 20.02.1928 |              |
|               | Antonio Flores      | CF Atlas              | 13.07.1923 |              |
|               | Carlos Guevara      | CF Asturias           | 03.04.1930 |              |
|               | Francisco Hernández | Club Necaxa           | 14.05.1927 |              |
|               | Mario Ochoa         | Club América          | 1927       |              |
|               | Héctor Ortiz        | Club Marte            | 20.12.1928 |              |
|               | Mario Pérez         | Club Marte            | 19.02.1927 |              |
| Angriff       |                     |                       |            |              |
|               | José Luis Borbolla  | Club América          | 31.01.1920 |              |
|               | Horacio Casarín     | Club España           | 25.05.1918 |              |
|               | José Naranjo        | CD Oro                | 19.03.1926 |              |
|               | Leonardo Navarro    | CF Atlante            |            |              |
|               | Max Prieto          | Deportivo Guadalajara | 28.03.1919 |              |
|               | Carlos Septién      | Club España           | 18.01.1923 |              |
|               | Guadalupe Velázquez | Puebla FC             | 12.08.1923 |              |
| Trainer       |                     |                       |            |              |
|               | Octavio Vial        |                       | 26.11.1918 |              |

## Spiele der mexikanischen Mannschaft

### Vorrunde
- Brasilien –  Mexiko 4:0 (1:0)

Stadion: Maracanã (Rio de Janeiro)
Zuschauer: + 81.000
Schiedsrichter: Reader (England)
Tore: 1:0 Ademir (30.), 2:0 Jair (65.), 3:0 Baltazar (71.), 4:0 Ademir (79.)
- Jugoslawien –  Mexiko 4:1 (2:0)

Stadion: Estádio dos Eucaliptos (Porto Alegre)
Zuschauer: 11.000
Schiedsrichter: Leafe (England)
Tore: 1:0 Bobek (19.), 2:0 Že. Čajkovski (22.), 3:0 Že. Čajkovski (62.), 4:0 Tomašević (81.), 4:1 Ortiz (89.) 11 m
Jugoslawien galt zu jener Zeit als „das Brasilien des Balkans“. Dass Mexiko mit diesen beiden Mannschaften in einer Gruppe war, bezeichnete die mexikanische Tageszeitung Excélsior als „grausam“. Für sie waren „Brasilien und Jugoslawien die Tiger und Mexiko das Steak.“
Dennoch begann Mexiko das Spiel gut und kontrollierte es in der Anfangsphase. Doch mit zunehmender Spieldauer bekam Jugoslawien das Spiel in den Griff. Bereits nach 20 Minuten gelang Stjepan Bobek das 1:0, dem Željko Čajkovski schon drei Minuten später das 2:0 folgen ließ und die Weichen damit frühzeitig auf Sieg stellte. Mehr als zu einem Ehrentor zum 1:4-Endstand kam das mexikanische Team nicht. Dieses fiel durch einen von Ortíz verwandelten Foulelfmeter, den Srđan Mrkušić an „Lupe“ Velázquez verschuldet hatte.
- Schweiz –  Mexiko 2:1 (2:0)

Stadion: Estádio dos Eucaliptos (Porto Alegre)
Zuschauer: 3.500
Schiedsrichter: Eklind (Schweden)
Tore: 1:0 Bader (10.), 2:0 Tamini (37.), 2:1 Casarín (89.)
Die seltsamste Begebenheit ereignete sich bereits vor dem Anpfiff. Weil sowohl die Schweizer als auch die Mexikaner in roten Trikots aufliefen – und auch die Trikots des seinerzeit in diesem Stadion beheimateten SC Internacional rot sind – wurden schnell die schwarz-blau-weiß gestreiften Trikots des ortsansässigen Vereins EC Cruzeiro besorgt, in denen die mexikanische Auswahl das Spiel bestritt.
In der ersten Halbzeit dominierten die Schweizer das Spiel und lagen zur Pause verdient mit 2:0 in Führung. In der zweiten Halbzeit übernahmen die Mexikaner das Geschehen, scheiterten aber wiederholt an der kompakten Schweizer Verteidigung und am glänzend aufgelegten Schlussmann Adolphe Hug. So reichte es für Mexiko lediglich zu einem Treffer, den Horacio Casarín auf Vorarbeit von José Luis Borbolla nach einem Dribbling gegen André Neury erzielte.
Für Mexiko war es die sechste Niederlage im sechsten WM-Spiel. Positiv für el Tri war lediglich, dass es die erste Niederlage mit nur einem Tor Unterschied war. Die vorherigen fünf Spiele gingen allesamt mit mindestens drei Toren Unterschied verloren.